# آشور-ناصیر-پال یکم
آشور-ناصیر-پال یکم (Ashurnasirpal I) پادشاه آشور میانه و پسر شمشی-ادد چهارم که در بین سال‌های ۱۰۵۰ تا ۱۰۳۱ پیش از میلاد حکومت کرد جانشین وی پسرش شلمنسر دوم (Šalmanu-ašaredu II) بود. دوره حکمرانی وی با شرایط سخت تاریخی و جنگ و قحطی همراه بود و بیشتر به جهت عبادات خود برای ایشتار و نینوا شناخته شده‌است.

## ستون سنگی آشور-نصیر-پال یکم
ستون سنگی سفید آشور-ناصیر-پال یکم (White Obelisk of Ashurnasirpal I) یکی از دو ستون سنگی باقی مانده دست نخورده از تمدن آشوری است که در موزه بریتانیا نگهداری می‌شوند. این بنا در نینوا واقع در شمال عراق و توسط هرمزد رسام جهانگرد عراقی آشوری‌تبار و تبعه بریتانیا در سال ۱۸۵۳ کشف شد.